# Rilly-sur-Vienne
Rilly-sur-Vienne là một xã thuộc tỉnh Indre-et-Loire trong vùng Centre-Val de Loire ở miền trung nước Pháp. Theo điều tra dân số năm 2006 của INSEE có dân số 449 người. Xã nằm ở khu vực có độ cao từ 38-124 mét trên mực nước biển.